# Landtagsdirektion
Die Landtagsdirektionen sind die Geschäftsstellen der neun in Österreich bestehenden Landtage. Jedem der Länderparlamente ist als parlamentarischer Verwaltungsapparat eine Landtagsdirektion beigegeben, an deren Spitze jeweils ein Landtagsdirektor steht. Als zentrales Büro des jeweiligen Landtags erfüllen die Landtagsdirektionen für die Landtage, ihre Ausschüsse, den Landtagspräsidenten und das Präsidium zahlreiche administrative Aufgaben.

## Aufgabengebiete
Neben einer Vielzahl von anderen Aufgabenbereichen zur Verwaltung des Landtages und seines Geschäftsablaufs haben die Landtagsdirektionen in erster Linie folgende Tätigkeiten zu verrichten:
- Sitzungsvorbereitung für die Plenarsitzungen des Landtags sowie für Ausschusssitzungen
- An- und Ausfertigung der Protokolle des Landtages und der Ausschüsse
- Veranstaltungsorganisation
- Öffentlichkeitsarbeit
- Rechtsberatung und Abklärung von Rechtsfragen
- Führung des Büros des Landtagspräsidenten

Der Landtagsdirektor, der der Landtagsdirektion vorsteht und diese verwaltungstechnisch leitet, ist ein hoher Landesbeamter und in den meisten Landtagen neben dem Landesamtsdirektor – dem Leiter der Landesverwaltung – der einzige Beamte, der als Beisitzer ohne Stimmrecht regelmäßig an den Landtagssitzungen teilnimmt. Entsprechend der Landeshauptleutekonferenz und der Landtagspräsidentenkonferenz gibt es auch eine Landtagsdirektorenkonferenz, bei der sich die Landtagsdirektoren aller neun Landtage treffen.